# Andrés Alcaraz
Andrés Alcaraz fue un licenciado oidor, responsable de asuntos militares antes de devenir el 15.º  gobernador general de las Filipinas durante el gobierno virreinal. Fue el segundo Gobernador general de las Filipinas de la Real Audiencia de Manila.

## Gobernador general de Filipinas
Se suponía que el sucesor de Juan de Silva, que murió en su expedición a Malaca, como gobernador general debía ser Jerónimo de Silva, su tío, pero este último estaba luchando contra los holandeses en las Molucas, por lo que la Audiencia Real se encargó de los asuntos políticos y el licenciado oidor Alcaraz se hizo cargo de los asuntos militares por real decreto de marzo de 1616. Filipinas, al pertenecer al virreinato de Nueva España, estuvo involucrada en la Guerra de los Ochenta Años. Al comienzo de su mandato, Alcaraz buscó formar un ejército para equipar una nueva flota de galeones y galeras para combatir a la flota holandesa, que había sido una amenaza para el archipiélago durante años. Necesitaba 1000 hombres, pero solo consiguió 600. Entonces, proporcionó 380 hombres de Manila, junto con 34 capitanes, 80 sargentos y 180 soldados.
Durante su tenencia el agente naval holandés Joris van Spilbergen y su flota de 10 galeones formó un bloqueo en la Bahía de Manila, después de ser derrotado en Iloilo el 30 de septiembre de 1616.  Por el lado español se le enfrentó una armada de 7 galeones bajo las órdenes de Juan Ronquillo del Castillo. Esto fue la segunda batalla de Playa Honda, ocurrió el 14 de abril de 1617. El buque insignia de Spillbergen se hundió con otros dos galeones y los holandeses se retiraron. Jeronimo de Silva regresó el 30 de septiembre de 1617, tomando la responsabilidad sobre los asuntos militares; aun así, la Audiencia siguió como responsable del gobierno. En 1618, el gobierno recaudó 160 000 pesos en tributos.